# United Cup de 2024
A United Cup de 2024 foi a segunda edição da United Cup, um torneio internacional de tênis por equipes mistas em quadra dura ao ar livre, organizado pela Associação de Tenistas Profissionais (ATP) e pela Associação de Tênis Feminino (WTA). 
Aparece na abertura da temporada de ambos os circuitos e serve de preparação ao Australian Open. Realizado de 29 de dezembro de 2023 a 7 de janeiro de 2024, dividiu-se em duas cidades australiana: Perth e Sydney. Ofereceu pontos no ranking da ATP ou da ranking da WTA. O máximo que um(a) tenista pode ganhar foi 500 pontos.

## Fase eliminatória
|  |                                   |                                   |                                   |          |   |                         |                         |                         |  |  |                    |                    |                    |
|  | Quartas de final 3 a 5 de janeiro | Quartas de final 3 a 5 de janeiro | Quartas de final 3 a 5 de janeiro |          |   | Semifinais 6 de janeiro | Semifinais 6 de janeiro | Semifinais 6 de janeiro |  |  | Final 7 de janeiro | Final 7 de janeiro | Final 7 de janeiro |
|  | Quartas de final 3 a 5 de janeiro | Quartas de final 3 a 5 de janeiro | Quartas de final 3 a 5 de janeiro |          |   | Semifinais 6 de janeiro | Semifinais 6 de janeiro | Semifinais 6 de janeiro |  |  | Final 7 de janeiro | Final 7 de janeiro | Final 7 de janeiro |
|  | Perth                             |                                   |                                   |          |   |                         |                         |                         |  |  |                    |                    |                    |
|  |                                   |                                   |                                   |          |   |                         |                         |                         |  |  |                    |                    |                    |
|  | Polónia                           | Polónia                           | 3                                 |          |   |                         |                         |                         |  |  |                    |                    |                    |
|  | Polónia                           | Polónia                           | 3                                 | Sydney   |   |                         |                         |                         |  |  |                    |                    |                    |
|  | China                             | China                             | 0                                 |          |   |                         |                         |                         |  |  |                    |                    |                    |
|  | China                             | China                             | 0                                 |          |   | Polónia                 | Polónia                 | 3                       |  |  |                    |                    |                    |
|  | Sydney                            |                                   |                                   |          |   | Polónia                 | Polónia                 | 3                       |  |  |                    |                    |                    |
|  |                                   |                                   | França                            | França   | 0 |                         |                         |                         |  |  |                    |                    |                    |
|  | França                            | França                            | França                            | França   | 0 | 2                       |                         |                         |  |  |                    |                    |                    |
|  | França                            | França                            |                                   |          |   | 2                       | Sydney                  |                         |  |  |                    |                    |                    |
|  | Noruega                           | Noruega                           | 1                                 |          |   |                         |                         |                         |  |  |                    |                    |                    |
|  | Noruega                           | Noruega                           | 1                                 |          |   | Polónia                 | Polónia                 | 1                       |  |  |                    |                    |                    |
|  | Perth                             |                                   |                                   |          |   | Polónia                 | Polónia                 | 1                       |  |  |                    |                    |                    |
|  |                                   |                                   | Alemanha                          | Alemanha | 2 |                         |                         |                         |  |  |                    |                    |                    |
|  | Austrália                         | Austrália                         | Alemanha                          | Alemanha | 2 | 3                       |                         |                         |  |  |                    |                    |                    |
|  | Austrália                         | Austrália                         | Sydney                            |          |   | 3                       |                         |                         |  |  |                    |                    |                    |
|  | Sérvia                            | Sérvia                            | 0                                 |          |   |                         |                         |                         |  |  |                    |                    |                    |
|  | Sérvia                            | Sérvia                            | 0                                 |          |   | Austrália               | Austrália               | 1                       |  |  |                    |                    |                    |
|  | Sydney                            |                                   |                                   |          |   | Austrália               | Austrália               | 1                       |  |  |                    |                    |                    |
|  |                                   |                                   | Alemanha                          | Alemanha | 2 |                         |                         |                         |  |  |                    |                    |                    |
|  | Grécia                            | Grécia                            | Alemanha                          | Alemanha | 2 | 1                       |                         |                         |  |  |                    |                    |                    |
|  | Grécia                            | Grécia                            |                                   |          |   |                         |                         |                         |  |  |                    |                    |                    |
|  | Alemanha                          | Alemanha                          | 2                                 |          |   |                         |                         |                         |  |  |                    |                    |                    |
|  | Alemanha                          | Alemanha                          | 2                                 |          |   |                         |                         |                         |  |  |                    |                    |                    |

## Formato
Ambas as cidades receberão três grupos de três países em formato todos contra todos (Round robin). O formato round-robin consistirá em uma partida de simples masculina, uma de simples feminina, e uma partida de duplas mistas.
Os vencedores de cada grupo e o melhor vice-campeão de cada cidade avançam para as quartas de final. Haverá um dia de viagem alocado antes das semifinais e da final acontecerem em Sydney.

## Classificação
Dezoito países entram no torneio baseado no seguinte critério:
- Seis com base no ranking da ATP de seu melhor jogador de simples;
- Seis com base no ranking da WTA de sua melhor jogadora de simples;
- Seis com base na classificação combinada dos melhores jogadores masculinos e femininos em seus respectivos rankings.

A Austrália tem uma vaga por ser anfitriã, mas garantiria na classificação combinada se não conseguisse.
As equipes podem ser compostas por até três jogadores de cada circuito, ou seja: três homens e três mulheres.

## Sedes
Perth e Sydney recebem, cada uma, três grupos de três países em formato round robin e as finais da cidade-sede nos primeiros sete dias do torneio. Sydney sedia as semifinais e a final nos últimos quatro dias.
| Imagem | Nome               | Abertura | Capacidade | Local                      | Eventos                                   | Mapa         |
| ------ | ------------------ | -------- | ---------- | -------------------------- | ----------------------------------------- | ------------ |
|        | RAC Arena          | 2012     | 15.500     | Perth, Austrália Ocidental | Fase de grupos Final da sede              | Sydney Perth |
|        | Ken Rosewall Arena | 1999     | 10.500     | Sydney, Nova Gales do Sul  | Fase de grupos Final da sede Finais Final | Sydney Perth |

## Pontos nos rankings da ATP/WTA
| Fase             | Pontos por vitória vs. ranking do oponente | Pontos por vitória vs. ranking do oponente | Pontos por vitória vs. ranking do oponente | Pontos por vitória vs. ranking do oponente | Pontos por vitória vs. ranking do oponente | Pontos por vitória vs. ranking do oponente | Pontos por vitória vs. ranking do oponente |
| Fase             | n° 1–10                                    | n° 11–20                                   | n° 21–30                                   | n° 31–50                                   | n° 51–100                                  | n° 101–250                                 | > n° 251                                   |
| ---------------- | ------------------------------------------ | ------------------------------------------ | ------------------------------------------ | ------------------------------------------ | ------------------------------------------ | ------------------------------------------ | ------------------------------------------ |
| Final            | 180                                        | 140                                        | 120                                        | 90                                         | 60                                         | 40                                         | 35                                         |
| Semifinais       | 130                                        | 105                                        | 90                                         | 60                                         | 40                                         | 35                                         | 25                                         |
| Finais das sedes | 80                                         | 65                                         | 55                                         | 40                                         | 35                                         | 25                                         | 20                                         |
| Fase de grupos   | 55                                         | 45                                         | 40                                         | 35                                         | 25                                         | 20                                         | 15                                         |

- Máximo 500 pontos[5]
- Apenas para  a WTA: a jogadora que vencer 5 partidas vai receber 500 pontos; a jogadora que vencer 4 de 5 partidas vai receber um mínimo de 325 pontos

## Prêmio em dinheiro
A United Cup de 2024 teve uma premiação total em dinheiro de US$ 10 milhões. Isso foi 33,33% menor do que 2023 devido ao menor número de partidas disputadas. A distribuição foi dividida em três componentes: taxa de participação, vitórias em partidas e vitórias em equipe.

### Taxa de participação
| Ranking de simples | Jogador N° 1 | Jogador N° 2 | Jogador N° 3 |
| ------------------ | ------------ | ------------ | ------------ |
| N°. 1–10           | $200.000     | $200.000     | $30.000      |
| N°. 11–20          | $100.000     | $100.000     | $30.000      |
| N°. 21–30          | $60.000      | $50.000      | $30.000      |
| N°. 31–50          | $40.000      | $30.000      | $15.000      |
| N°. 51–100         | $30.000      | $20.000      | $15.000      |
| N°. 101–250        | $25.000      | $15.000      | $7.500       |
| N°. 251+           | $20.000      | $10.000      | $6.000       |

### Vitórias em partidas
| Rodada           | Jogador N° 1 | Duplas mistas |
| ---------------- | ------------ | ------------- |
| Final            | $251.000     | $47.255       |
| Semifinais       | $132.000     | $24.750       |
| Quartas de final | $69.500      | $13.000       |
| Fase de grupos   | $38.325      | $7.200        |

### Vitórias em equipe
| Rodada           | $ por equipe |
| ---------------- | ------------ |
| Final            | $23.155      |
| Semifinais       | $13.650      |
| Quartas de final | $8.025       |
| Fase de grupos   | $5.000       |

## Entradas
16 países se classificaram com base em suas classificações de simples ATP/WTA em 16 de outubro de 2023 e no compromisso dos jogadores em jogar no evento. As duas equipes restantes se classificaram com base em suas classificações ATP/WTA em 20 de novembro.
Os primeiros 16 países qualificados, os 5 melhores pelo ranking ATP, os 5 melhores pelo ranking WTA, mais os 6 melhores no ranking combinado foram anunciados em 19 de outubro de 2023. Os últimos 2 países qualificados, o 6º pelo ranking ATP ou WTA, foram anunciados em 21 de novembro de 2023.
| Nº | Equipe         | Crit.   | nº 1 ATP                    | Rank | nº 1 WTA            | Rank      | nº 2 ATP                | nº 2 WTA                | Duplista ATP           | Duplista WTA               | Capitã(o)              |
| -- | -------------- | ------- | --------------------------- | ---- | ------------------- | --------- | ----------------------- | ----------------------- | ---------------------- | -------------------------- | ---------------------- |
| 1  | Polónia        | WTA #1  | Hubert Hurkacz              | 9    | Iga Świątek         | 1         | Daniel Michalski        | Katarzyna Kawa          | Jan Zieliński          | Katarzyna Piter            | Tomasz Wiktorowski     |
| 2  | Grécia         | WTA #3  | Stefanos Tsitsipas          | 6    | Maria Sakkari       | 9         | Stefanos Sakellaridis   | Despina Papamichail     | Petros Tsitsipas       | Valentini Grammatikopoulou | Petros Tsitsipas       |
| 3  | Estados Unidos | WTA #2  | Taylor Fritz                | 10   | Jessica Pegula      | 5         | Denis Kudla             | Alycia Parks            | Rajeev Ram             | Desirae Krawczyk           | David Witt             |
| 4  | França         | WTA #5  | Adrian Mannarino            | 22   | Caroline Garcia     | 20        | Antoine Escoffier       | Amandine Hesse          | Édouard Roger-Vasselin | Elixane Lechemia           | Édouard Roger-Vasselin |
| 5  | Chéquia        | WTA #4  | Jiří Lehečka                | 31   | Markéta Vondroušová | 7         | Vít Kopřiva             | Sára Bejlek             | Petr Nouza             | Miriam Kolodziejová        | David Škoch            |
| 6  | Croácia        | Comb #1 | Borna Ćorić                 | 37   | Donna Vekić         | 23        | Nino Serdarušić         | Petra Marčinko          | Ivan Dodig             | Tena Lukas                 | Iva Majoli             |
| 7  | Canadá         | ATP #5  | Félix Auger-Aliassime       | 29   | Leylah Fernandez    | 35        | Alexis Galarneau        | Stacey Fung             | Adil Shamasdin         | —                          | Adil Shamasdin         |
| 8  | Grã-Bretanha   | Comb #2 | Cameron Norrie              | 18   | Katie Boulter       | 56        | Daniel Evans            | Francesca Jones         | Neal Skupski           | Maia Lumsden               | Colin Beecher          |
| 9  | China          | Comb #3 | Zhizhen Zhang               | 58   | Qinwen Zheng        | 15        | Yunchaokete Bu          | Xiaodi You              | Fajing Sun             | —                          | Di Wu                  |
| 10 | Países Baixos  | Comb #4 | Tallon Griekspoor           | 23   | Arantxa Rus         | 51        | Thiemo de Bakker        | Arianne Hartono         | Wesley Koolhof         | Demi Schuurs               | Wesley Koolhof         |
| 11 | Espanha        | Comb #5 | Alejandro Davidovich Fokina | 26   | Sara Sorribes Tormo | 48        | Roberto Carballés Baena | Marina Bassols Ribera   | David Vega Hernández   | Rosa Vicens Mas            | Jorge Aguirre          |
| 12 | Itália         | Comb #6 | Lorenzo Sonego              | 46   | Jasmine Paolini     | 30        | Flavio Cobolli          | Nuria Brancaccio        | Andrea Pellegrino      | Angelica Moratelli         | Renzo Furlan           |
| 13 | Sérvia         | ATP #1  | Novak Djokovic              | 1    | Olga Danilović      | 119       | Hamad Medjedovic        | Natalija Stevanović     | Nikola Ćaćić           | Dejana Radanović           | Viktor Troicki         |
| 14 | Noruega        | ATP #2  | Casper Ruud                 | 11   | Malene Helgø        | 542       | Andreja Petrovic        | Ulrikke Eikeri          | —                      | —                          | Christian Ruud         |
| 15 | Austrália      | ATP #4  | Alex de Minaur              | 12   | Ajla Tomljanović    | 33PR(291) | John Millman            | Storm Hunter            | Matthew Ebden          | Ellen Perez                | Lleyton Hewitt         |
| 16 | Alemanha       | ATP #3  | Alexander Zverev            | 7    | Angelique Kerber    | 31PR(NR)  | Maximilian Marterer     | Tatjana Maria           | Kai Wehnelt            | Laura Siegemund            | Torben Beltz           |
| 17 | Brasil         | WTA #6  | Thiago Seyboth Wild         | 79   | Beatriz Haddad Maia | 11        | Felipe Meligeni Alves   | Carolina Meligeni Alves | Marcelo Melo           | —                          | Rafael Paciaroni       |
| 18 | Chile          | ATP #6  | Nicolás Jarry               | 19   | Daniela Seguel      | 668       | Tomás Barrios Vera      | Fernanda Labraña        | Gonzalo Lama           | —                          | Jaime Fillol           |

- Ranking de simples de 18 dezembro de 2023.
- RP — Ranking protegido
- NR — Não rankeado

1. 1 2 3 4  n° 3 em simples em vez de duplas

## Fase de grupos
|  | Classificado para a fase eliminatória (em negrito) |
|  | Eliminado                                          |

### Visão geral
D = Disputas, P = Partidas, S = Sets
| Grupo | Primeiro lugar | Primeiro lugar | Primeiro lugar | Primeiro lugar | Segundo lugar  | Segundo lugar | Segundo lugar | Segundo lugar | Terceiro lugar | Terceiro lugar | Terceiro lugar | Terceiro lugar |
| Grupo | País           | D              | P              | S              | País           | D             | P             | S             | País           | D              | P              | S              |
| ----- | -------------- | -------------- | -------------- | -------------- | -------------- | ------------- | ------------- | ------------- | -------------- | -------------- | -------------- | -------------- |
| A     | Polónia        | 2–0            | 5–1            | 11–3           | Espanha        | 1–1           | 3–3           | 6–7           | Brasil         | 0–2            | 1–5            | 3–10           |
| B     | Grécia         | 1–1            | 4–2            | 10–4           | Chile          | 1–1           | 3–3           | 7–8           | Canadá         | 1–1            | 2–4            | 4–9            |
| C     | Austrália      | 1–1            | 3–3            | 7–6            | Estados Unidos | 1–1           | 3–3           | 7–7           | Grã-Bretanha   | 1–1            | 3–3            | 7–8            |
| D     | França         | 2–0            | 5–1            | 11–5           | Alemanha       | 1–1           | 3–3           | 8–8           | Itália         | 0–2            | 1–5            | 4–10           |
| E     | Sérvia         | 2–0            | 4–2            | 9–7            | China          | 1–1           | 4–2           | 9–6           | Chéquia        | 0–2            | 1–5            | 6–11           |
| F†    | Noruega        | 1–1            | 3–3            | 7–7            | Croácia        | 1–1           | 3–3           | 8–8           | Países Baixos  | 1–1            | 3–3            | 7–7            |

†  As posições do Grupo F foram determinadas pela percentagem de games vencidos.

### Grupo A
Cidade sede: Perth
| Pos. | País    | Disputas | Partidas | Sets       | Games       |
| ---- | ------- | -------- | -------- | ---------- | ----------- |
| 1    | Polónia | 2–0      | 5–1      | 11–3 (79%) | 79–41 (66%) |
| 2    | Espanha | 1–1      | 3–3      | 6–7 (46%)  | 51–63 (45%) |
| 3    | Brasil  | 0–2      | 1–5      | 3–10 (23%) | 49–75 (40%) |

#### Espanha vs. Brasil
| Espanha 2 | RAC Arena 29 de dezembro de 2023 | RAC Arena 29 de dezembro de 2023                                                     | Brasil 1 |     |   |  |
| \| \| \| \| 1 \| 2 \| 3 \| \| \| - \| \| ------------------------------------------------------------------------------------ \| ---- \| --- \| - \| \| \| 1 \| \| Alejandro Davidovich Fokina Thiago Seyboth Wild \| 6 4 \| 6 0 \| \| \| \| 2 \| \| Sara Sorribes Tormo Beatriz Haddad Maia \| 61 7 \| 2 6 \| \| \| \| 3 \| \| Sara Sorribes Tormo / Alejandro Davidovich Fokina Beatriz Haddad Maia / Marcelo Melo \| 6 4 \| 7 5 \| \| \| |                                  |                                                                                      |          |     |   |  |
| |                                  |                                                                                      | 1        | 2   | 3 |  |
| 1 | Espanha · Brasil                 | Alejandro Davidovich Fokina Thiago Seyboth Wild                                      | 6 4      | 6 0 |   |  |
| 2 | Espanha · Brasil                 | Sara Sorribes Tormo Beatriz Haddad Maia                                              | 61 7     | 2 6 |   |  |
| 3 | Espanha · Brasil                 | Sara Sorribes Tormo / Alejandro Davidovich Fokina Beatriz Haddad Maia / Marcelo Melo | 6 4      | 7 5 |   |  |

#### Polônia vs. Brasil
| Polônia 3 | RAC Arena 30 de dezembro de 2023 | RAC Arena 30 de dezembro de 2023                                | Brasil 0 |     |     |  |
| \| \| \| \| 1 \| 2 \| 3 \| \| \| - \| \| --------------------------------------------------------------- \| ---- \| --- \| --- \| \| \| 1 \| \| Iga Świątek Beatriz Haddad Maia \| 6 2 \| 6 2 \| \| \| \| 2 \| \| Hubert Hurkacz Thiago Seyboth Wild \| 64 7 \| 6 2 \| 6 3 \| \| \| 3 \| \| Iga Świątek / Hubert Hurkacz Beatriz Haddad Maia / Marcelo Melo \| 6 4 \| 6 3 \| \| \| |                                  |                                                                 |          |     |     |  |
| |                                  |                                                                 | 1        | 2   | 3   |  |
| 1 | Polónia · Brasil                 | Iga Świątek Beatriz Haddad Maia                                 | 6 2      | 6 2 |     |  |
| 2 | Polónia · Brasil                 | Hubert Hurkacz Thiago Seyboth Wild                              | 64 7     | 6 2 | 6 3 |  |
| 3 | Polónia · Brasil                 | Iga Świątek / Hubert Hurkacz Beatriz Haddad Maia / Marcelo Melo | 6 4      | 6 3 |     |  |

#### Polônia vs. Espanha
| Polônia 2 | RAC Arena 1 de janeiro de 2024 | RAC Arena 1 de janeiro de 2024                                                 | Espanha 1 |     |     |  |
| \| \| \| \| 1 \| 2 \| 3 \| \| \| - \| \| ------------------------------------------------------------------------------ \| --- \| --- \| --- \| \| \| 1 \| \| Hubert Hurkacz Alejandro Davidovich Fokina \| 6 3 \| 3 6 \| 4 6 \| \| \| 2 \| \| Iga Świątek Sara Sorribes Tormo \| 6 2 \| 6 1 \| \| \| \| 3 \| \| Iga Świątek / Hubert Hurkacz Sara Sorribes Tormo / Alejandro Davidovich Fokina \| 6 0 \| 6 0 \| \| \| |                                |                                                                                |           |     |     |  |
| |                                |                                                                                | 1         | 2   | 3   |  |
| 1 | Polónia · Espanha              | Hubert Hurkacz Alejandro Davidovich Fokina                                     | 6 3       | 3 6 | 4 6 |  |
| 2 | Polónia · Espanha              | Iga Świątek Sara Sorribes Tormo                                                | 6 2       | 6 1 |     |  |
| 3 | Polónia · Espanha              | Iga Świątek / Hubert Hurkacz Sara Sorribes Tormo / Alejandro Davidovich Fokina | 6 0       | 6 0 |     |  |

### Grupo B
Cidade sede: Sydney
| Pos. | País   | Disputas | Partidas | Sets       | Games       |
| ---- | ------ | -------- | -------- | ---------- | ----------- |
| 1    | Grécia | 1–1      | 4–2      | 10–4 (71%) | 74–53 (58%) |
| 2    | Chile  | 1–1      | 3–3      | 7–8 (47%)  | 59–69 (46%) |
| 3    | Canadá | 1–1      | 2–4      | 4–9 (31%)  | 56–67 (46%) |

#### Canadá vs. Chile
| Canadá 2 | Ken Rosewall Arena 31 de dezembro de 2023 | Ken Rosewall Arena 31 de dezembro de 2023                          | Chile 1 |     |          |  |
| \| \| \| \| 1 \| 2 \| 3 \| \| \| - \| \| ------------------------------------------------------------------ \| --- \| --- \| -------- \| \| \| 1 \| \| Leylah Fernandez Daniela Seguel \| 6 2 \| 6 3 \| \| \| \| 2 \| \| Steven Diez Nicolás Jarry \| 5 7 \| 4 6 \| \| \| \| 3 \| \| Leylah Fernandez / Steven Diez Daniela Seguel / Tomás Barrios Vera \| 7 5 \| 4 6 \| [10] [8] \| \| |                                           |                                                                    |         |     |          |  |
| |                                           |                                                                    | 1       | 2   | 3        |  |
| 1 | Canadá · Chile                            | Leylah Fernandez Daniela Seguel                                    | 6 2     | 6 3 |          |  |
| 2 | Canadá · Chile                            | Steven Diez Nicolás Jarry                                          | 5 7     | 4 6 |          |  |
| 3 | Canadá · Chile                            | Leylah Fernandez / Steven Diez Daniela Seguel / Tomás Barrios Vera | 7 5     | 4 6 | [10] [8] |  |

#### Grécia vs. Chile
| Grécia 1 | Ken Rosewall Arena 2 de janeiro de 2024 | Ken Rosewall Arena 2 de janeiro de 2024                                | Chile 2 |     |          |  |
| \| \| \| \| 1 \| 2 \| 3 \| \| \| - \| \| ---------------------------------------------------------------------- \| ---- \| --- \| -------- \| \| \| 1 \| \| Maria Sakkari Daniela Seguel \| 6 0 \| 6 1 \| \| \| \| 2 \| \| Stefanos Sakellaridis Nicolás Jarry \| 3 6 \| 6 3 \| 5 7 \| \| \| 3 \| \| Maria Sakkari / Stefanos Tsitsipas Daniela Seguel / Tomás Barrios Vera \| 7 65 \| 3 6 \| [6] [10] \| \| |                                         |                                                                        |         |     |          |  |
| |                                         |                                                                        | 1       | 2   | 3        |  |
| 1 | Grécia · Chile                          | Maria Sakkari Daniela Seguel                                           | 6 0     | 6 1 |          |  |
| 2 | Grécia · Chile                          | Stefanos Sakellaridis Nicolás Jarry                                    | 3 6     | 6 3 | 5 7      |  |
| 3 | Grécia · Chile                          | Maria Sakkari / Stefanos Tsitsipas Daniela Seguel / Tomás Barrios Vera | 7 65    | 3 6 | [6] [10] |  |

#### Grécia vs. Canadá
| Grécia 2 | Ken Rosewall Arena 3 de janeiro de 2024 | Ken Rosewall Arena 3 de janeiro de 2024                                     | Canadá 0 |     |   |  |
| \| \| \| \| 1 \| 2 \| 3 \| \| \| - \| \| --------------------------------------------------------------------------- \| ---- \| --- \| - \| \| \| 1 \| \| Stefanos Tsitsipas Steven Diez \| 6 2 \| 6 3 \| \| \| \| 2 \| \| Maria Sakkari Leylah Fernandez \| 7 62 \| 6 3 \| \| \| \| 3 \| \| Maria Sakkari / Stefanos Tsitsipas Leylah Fernandez / Félix Auger-Aliassime \| \| \| \| \| |                                         |                                                                             |          |     |   |  |
| |                                         |                                                                             | 1        | 2   | 3 |  |
| 1 | Grécia · Canadá                         | Stefanos Tsitsipas Steven Diez                                              | 6 2      | 6 3 |   |  |
| 2 | Grécia · Canadá                         | Maria Sakkari Leylah Fernandez                                              | 7 62     | 6 3 |   |  |
| 3 | Grécia · Canadá                         | Maria Sakkari / Stefanos Tsitsipas Leylah Fernandez / Félix Auger-Aliassime |          |     |   |  |

### Grupo C
Cidade sede: Perth
| Pos. | País           | Disputas | Partidas | Sets      | Games       |
| ---- | -------------- | -------- | -------- | --------- | ----------- |
| 1    | Austrália      | 1–1      | 3–3      | 7–6 (54%) | 68–59 (54%) |
| 2    | Estados Unidos | 1–1      | 3–3      | 7–7 (50%) | 60–72 (45%) |
| 3    | Grã-Bretanha   | 1–1      | 3–3      | 7–8 (47%) | 75–72 (51%) |

#### Grã-Bretanha vs. Austrália
| Grã-Bretanha 2 | RAC Arena 29 de dezembro de 2023 | RAC Arena 29 de dezembro de 2023                          | Austrália 1 |      |      |  |
| \| \| \| \| 1 \| 2 \| 3 \| \| \| - \| \| --------------------------------------------------------- \| --- \| ---- \| ---- \| \| \| 1 \| \| Cameron Norrie Alex de Minaur \| 6 4 \| 2 6 \| 7 62 \| \| \| 2 \| \| Katie Boulter Ajla Tomljanović \| 6 2 \| 6 4 \| \| \| \| 3 \| \| Katie Boulter / Neal Skupski Storm Hunter / Matthew Ebden \| 3 6 \| 65 7 \| \| \| |                                  |                                                           |             |      |      |  |
| |                                  |                                                           | 1           | 2    | 3    |  |
| 1 | Reino Unido · Austrália          | Cameron Norrie Alex de Minaur                             | 6 4         | 2 6  | 7 62 |  |
| 2 | Reino Unido · Austrália          | Katie Boulter Ajla Tomljanović                            | 6 2         | 6 4  |      |  |
| 3 | Reino Unido · Austrália          | Katie Boulter / Neal Skupski Storm Hunter / Matthew Ebden | 3 6         | 65 7 |      |  |

#### Estados Unidos vs. Grã-Bretanha
| Estados Unidos 2 | RAC Arena 31 de dezembro de 2023 | RAC Arena 31 de dezembro de 2023                           | Grã-Bretanha 1 |      |          |  |
| \| \| \| \| 1 \| 2 \| 3 \| \| \| - \| \| ---------------------------------------------------------- \| ---- \| ---- \| -------- \| \| \| 1 \| \| Jessica Pegula Katie Boulter \| 7 5 \| 4 6 \| 4 6 \| \| \| 2 \| \| Taylor Fritz Cameron Norrie \| 7 65 \| 6 4 \| \| \| \| 3 \| \| Jessica Pegula / Taylor Fritz Katie Boulter / Neal Skupski \| 1 6 \| 7 64 \| [10] [7] \| \| |                                  |                                                            |                |      |          |  |
| |                                  |                                                            | 1              | 2    | 3        |  |
| 1 | Estados Unidos · Reino Unido     | Jessica Pegula Katie Boulter                               | 7 5            | 4 6  | 4 6      |  |
| 2 | Estados Unidos · Reino Unido     | Taylor Fritz Cameron Norrie                                | 7 65           | 6 4  |          |  |
| 3 | Estados Unidos · Reino Unido     | Jessica Pegula / Taylor Fritz Katie Boulter / Neal Skupski | 1 6            | 7 64 | [10] [7] |  |

#### Estados Unidos vs. Austrália
| Estados Unidos 1 | RAC Arena 1 de janeiro de 2024 | RAC Arena 1 de janeiro de 2024                           | Austrália 2 |     |   |  |
| \| \| \| \| 1 \| 2 \| 3 \| \| \| - \| \| -------------------------------------------------------- \| ----- \| --- \| - \| \| \| 1 \| \| Taylor Fritz Alex de Minaur \| 4 6 \| 2 6 \| \| \| \| 2 \| \| Jessica Pegula Ajla Tomljanović \| 78 66 \| 6 3 \| \| \| \| 3 \| \| Jessica Pegula / Rajeev Ram Storm Hunter / Matthew Ebden \| 3 6 \| 1 6 \| \| \| |                                |                                                          |             |     |   |  |
| |                                |                                                          | 1           | 2   | 3 |  |
| 1 | Estados Unidos · Austrália     | Taylor Fritz Alex de Minaur                              | 4 6         | 2 6 |   |  |
| 2 | Estados Unidos · Austrália     | Jessica Pegula Ajla Tomljanović                          | 78 66       | 6 3 |   |  |
| 3 | Estados Unidos · Austrália     | Jessica Pegula / Rajeev Ram Storm Hunter / Matthew Ebden | 3 6         | 1 6 |   |  |

### Grupo D
Cidade sede: Sydney
| Pos. | País     | Disputas | Partidas | Sets       | Games       |
| ---- | -------- | -------- | -------- | ---------- | ----------- |
| 1    | França   | 2–0      | 5–1      | 11–5 (69%) | 78–71 (52%) |
| 2    | Alemanha | 1–1      | 3–3      | 8–8 (50%)  | 77–66 (54%) |
| 3    | Itália   | 0–2      | 1–5      | 4–10 (29%) | 63–81 (44%) |

#### Itália vs. Alemanha
| Itália 1 | Ken Rosewall Arena 30 de dezembro de 2023 | Ken Rosewall Arena 30 de dezembro de 2023                               | Alemanha 2 |     |     |  |
| \| \| \| \| 1 \| 2 \| 3 \| \| \| - \| \| ----------------------------------------------------------------------- \| ---- \| --- \| --- \| \| \| 1 \| \| Jasmine Paolini Angelique Kerber \| 6 4 \| 7 5 \| \| \| \| 2 \| \| Lorenzo Sonego Alexander Zverev \| 7 65 \| 3 6 \| 4 6 \| \| \| 3 \| \| Angelica Moratelli / Lorenzo Sonego Angelique Kerber / Alexander Zverev \| 3 6 \| 0 6 \| \| \| |                                           |                                                                         |            |     |     |  |
| |                                           |                                                                         | 1          | 2   | 3   |  |
| 1 | Itália · Alemanha                         | Jasmine Paolini Angelique Kerber                                        | 6 4        | 7 5 |     |  |
| 2 | Itália · Alemanha                         | Lorenzo Sonego Alexander Zverev                                         | 7 65       | 3 6 | 4 6 |  |
| 3 | Itália · Alemanha                         | Angelica Moratelli / Lorenzo Sonego Angelique Kerber / Alexander Zverev | 3 6        | 0 6 |     |  |

#### França vs. Alemanha
| França 2 | Ken Rosewall Arena 1 de janeiro de 2024 | Ken Rosewall Arena 1 de janeiro de 2024                                      | Alemanha 1 |     |           |  |
| \| \| \| \| 1 \| 2 \| 3 \| \| \| - \| \| ---------------------------------------------------------------------------- \| ---- \| --- \| --------- \| \| \| 1 \| \| Adrian Mannarino Alexander Zverev \| 6 4 \| 4 6 \| 3 6 \| \| \| 2 \| \| Caroline Garcia Angelique Kerber \| 1 6 \| 6 2 \| 6 2 \| \| \| 3 \| \| Caroline Garcia / Édouard Roger-Vasselin Angelique Kerber / Alexander Zverev \| 7 64 \| 2 6 \| [12] [10] \| \| |                                         |                                                                              |            |     |           |  |
| |                                         |                                                                              | 1          | 2   | 3         |  |
| 1 | França · Alemanha                       | Adrian Mannarino Alexander Zverev                                            | 6 4        | 4 6 | 3 6       |  |
| 2 | França · Alemanha                       | Caroline Garcia Angelique Kerber                                             | 1 6        | 6 2 | 6 2       |  |
| 3 | França · Alemanha                       | Caroline Garcia / Édouard Roger-Vasselin Angelique Kerber / Alexander Zverev | 7 64       | 2 6 | [12] [10] |  |

#### França vs. Itália
| França 3 | Ken Rosewall Arena 3 de janeiro de 2024 | Ken Rosewall Arena 3 de janeiro de 2024                                     | Itália 0 |     |     |  |
| \| \| \| \| 1 \| 2 \| 3 \| \| \| - \| \| --------------------------------------------------------------------------- \| ---- \| --- \| --- \| \| \| 1 \| \| Adrian Mannarino Lorenzo Sonego \| 6 4 \| 6 4 \| \| \| \| 2 \| \| Caroline Garcia Jasmine Paolini \| 6 4 \| 5 7 \| 6 4 \| \| \| 3 \| \| Elixane Lechemia / Édouard Roger-Vasselin Nuria Brancaccio / Flavio Cobolli \| 7 65 \| 6 4 \| \| \| |                                         |                                                                             |          |     |     |  |
| |                                         |                                                                             | 1        | 2   | 3   |  |
| 1 | França · Itália                         | Adrian Mannarino Lorenzo Sonego                                             | 6 4      | 6 4 |     |  |
| 2 | França · Itália                         | Caroline Garcia Jasmine Paolini                                             | 6 4      | 5 7 | 6 4 |  |
| 3 | França · Itália                         | Elixane Lechemia / Édouard Roger-Vasselin Nuria Brancaccio / Flavio Cobolli | 7 65     | 6 4 |     |  |

### Grupo E
Cidade sede: Perth
| Pos. | País    | Disputas | Partidas | Sets       | Games       |
| ---- | ------- | -------- | -------- | ---------- | ----------- |
| 1    | Sérvia  | 2–0      | 4–2      | 9–7 (56%)  | 66–63 (51%) |
| 2    | China   | 1–1      | 4–2      | 9–6 (60%)  | 70–51 (58%) |
| 3    | Chéquia | 0–2      | 1–5      | 6–11 (35%) | 61–83 (42%) |

#### República Tcheca vs. China
| República Tcheca 0 | RAC Arena 30 de dezembro de 2023 | RAC Arena 30 de dezembro de 2023                                | China 3 |     |     |  |
| \| \| \| \| 1 \| 2 \| 3 \| \| \| - \| \| --------------------------------------------------------------- \| --- \| --- \| --- \| \| \| 1 \| \| Jiří Lehečka Zhang Zhizhen \| 7 5 \| 3 6 \| 4 6 \| \| \| 2 \| \| Markéta Vondroušová Zheng Qinwen \| 1 6 \| 6 2 \| 1 6 \| \| \| 3 \| \| Markéta Vondroušová / Jiří Lehečka Zheng Qinwen / Zhang Zhizhen \| 1 6 \| 2 6 \| \| \| |                                  |                                                                 |         |     |     |  |
| |                                  |                                                                 | 1       | 2   | 3   |  |
| 1 | Chéquia · China                  | Jiří Lehečka Zhang Zhizhen                                      | 7 5     | 3 6 | 4 6 |  |
| 2 | Chéquia · China                  | Markéta Vondroušová Zheng Qinwen                                | 1 6     | 6 2 | 1 6 |  |
| 3 | Chéquia · China                  | Markéta Vondroušová / Jiří Lehečka Zheng Qinwen / Zhang Zhizhen | 1 6     | 2 6 |     |  |

#### China vs. Sérvia
| China 1 | RAC Arena 31 de dezembro de 2023 | RAC Arena 31 de dezembro de 2023                             | Sérvia 2 |     |          |  |
| \| \| \| \| 1 \| 2 \| 3 \| \| \| - \| \| ------------------------------------------------------------ \| --- \| --- \| -------- \| \| \| 1 \| \| Zhang Zhizhen Novak Djokovic \| 3 6 \| 2 6 \| \| \| \| 2 \| \| Zheng Qinwen Olga Danilović \| 6 4 \| 6 2 \| \| \| \| 3 \| \| Zheng Qinwen / Zhang Zhizhen Olga Danilović / Novak Djokovic \| 4 6 \| 6 1 \| [6] [10] \| \| |                                  |                                                              |          |     |          |  |
| |                                  |                                                              | 1        | 2   | 3        |  |
| 1 | China · Sérvia                   | Zhang Zhizhen Novak Djokovic                                 | 3 6      | 2 6 |          |  |
| 2 | China · Sérvia                   | Zheng Qinwen Olga Danilović                                  | 6 4      | 6 2 |          |  |
| 3 | China · Sérvia                   | Zheng Qinwen / Zhang Zhizhen Olga Danilović / Novak Djokovic | 4 6      | 6 1 | [6] [10] |  |

#### República Tcheca vs. Sérvia
| República Tcheca 1 | RAC Arena 2 de janeiro de 2024 | RAC Arena 2 de janeiro de 2024                                     | Sérvia 2 |      |          |  |
| \| \| \| \| 1 \| 2 \| 3 \| \| \| - \| \| ------------------------------------------------------------------ \| --- \| ---- \| -------- \| \| \| 1 \| \| Markéta Vondroušová Olga Danilović \| 6 1 \| 3 6 \| 6 3 \| \| \| 2 \| \| Jiří Lehečka Novak Djokovic \| 1 6 \| 7 63 \| 1 6 \| \| \| 3 \| \| Miriam Kolodziejová / Petr Nouza Olga Danilović / Hamad Medjedovic \| 6 4 \| 62 7 \| [8] [10] \| \| |                                |                                                                    |          |      |          |  |
| |                                |                                                                    | 1        | 2    | 3        |  |
| 1 | Chéquia · Sérvia               | Markéta Vondroušová Olga Danilović                                 | 6 1      | 3 6  | 6 3      |  |
| 2 | Chéquia · Sérvia               | Jiří Lehečka Novak Djokovic                                        | 1 6      | 7 63 | 1 6      |  |
| 3 | Chéquia · Sérvia               | Miriam Kolodziejová / Petr Nouza Olga Danilović / Hamad Medjedovic | 6 4      | 62 7 | [8] [10] |  |

### Grupo F
Cidade sede: Sydney
| Pos. | País          | Disputas | Partidas | Sets      | Games       |
| ---- | ------------- | -------- | -------- | --------- | ----------- |
| 1    | Noruega       | 1–1      | 3–3      | 7–7 (50%) | 66–63 (51%) |
| 2    | Croácia       | 1–1      | 3–3      | 8–8 (50%) | 67–68 (50%) |
| 3    | Países Baixos | 1–1      | 3–3      | 7–7 (50%) | 66–68 (49%) |

#### Holanda vs. Noruega
| Holanda 2 | Ken Rosewall Arena 30 de dezembro de 2023 | Ken Rosewall Arena 30 de dezembro de 2023                  | Noruega 1 |     |   |  |
| \| \| \| \| 1 \| 2 \| 3 \| \| \| - \| \| ---------------------------------------------------------- \| ---- \| --- \| - \| \| \| 1 \| \| Arantxa Rus Malene Helgø \| 7 64 \| 6 1 \| \| \| \| 2 \| \| Tallon Griekspoor Casper Ruud \| 3 6 \| 4 6 \| \| \| \| 3 \| \| Demi Schuurs / Wesley Koolhof Ulrikke Eikeri / Casper Ruud \| 7 65 \| 7 5 \| \| \| |                                           |                                                            |           |     |   |  |
| |                                           |                                                            | 1         | 2   | 3 |  |
| 1 | Países Baixos · Noruega                   | Arantxa Rus Malene Helgø                                   | 7 64      | 6 1 |   |  |
| 2 | Países Baixos · Noruega                   | Tallon Griekspoor Casper Ruud                              | 3 6       | 4 6 |   |  |
| 3 | Países Baixos · Noruega                   | Demi Schuurs / Wesley Koolhof Ulrikke Eikeri / Casper Ruud | 7 65      | 7 5 |   |  |

#### Croácia vs. Noruega
| Croácia 1 | Ken Rosewall Arena 1 de janeiro de 2024 | Ken Rosewall Arena 1 de janeiro de 2024               | Noruega 2 |     |          |  |
| \| \| \| \| 1 \| 2 \| 3 \| \| \| - \| \| ----------------------------------------------------- \| --- \| --- \| -------- \| \| \| 1 \| \| Donna Vekić Malene Helgø \| 7 5 \| 3 6 \| 6 3 \| \| \| 2 \| \| Borna Ćorić Casper Ruud \| 4 6 \| 1 6 \| \| \| \| 3 \| \| Donna Vekić / Ivan Dodig Ulrikke Eikeri / Casper Ruud \| 2 6 \| 6 3 \| [7] [10] \| \| |                                         |                                                       |           |     |          |  |
| |                                         |                                                       | 1         | 2   | 3        |  |
| 1 | Croácia · Noruega                       | Donna Vekić Malene Helgø                              | 7 5       | 3 6 | 6 3      |  |
| 2 | Croácia · Noruega                       | Borna Ćorić Casper Ruud                               | 4 6       | 1 6 |          |  |
| 3 | Croácia · Noruega                       | Donna Vekić / Ivan Dodig Ulrikke Eikeri / Casper Ruud | 2 6       | 6 3 | [7] [10] |  |

#### Croácia vs. Holanda
| Croácia 2 | Ken Rosewall Arena 2 de janeiro de 2024 | Ken Rosewall Arena 2 de janeiro de 2024                | Holanda 1 |     |           |  |
| \| \| \| \| 1 \| 2 \| 3 \| \| \| - \| \| ------------------------------------------------------ \| ---- \| --- \| --------- \| \| \| 1 \| \| Borna Ćorić Tallon Griekspoor \| 7 64 \| 6 4 \| \| \| \| 2 \| \| Donna Vekić Arantxa Rus \| 6 2 \| 3 6 \| 6 1 \| \| \| 3 \| \| Donna Vekić / Ivan Dodig Demi Schuurs / Wesley Koolhof \| 7 63 \| 3 6 \| [12] [14] \| \| |                                         |                                                        |           |     |           |  |
| |                                         |                                                        | 1         | 2   | 3         |  |
| 1 | Croácia · Países Baixos                 | Borna Ćorić Tallon Griekspoor                          | 7 64      | 6 4 |           |  |
| 2 | Croácia · Países Baixos                 | Donna Vekić Arantxa Rus                                | 6 2       | 3 6 | 6 1       |  |
| 3 | Croácia · Países Baixos                 | Donna Vekić / Ivan Dodig Demi Schuurs / Wesley Koolhof | 7 63      | 3 6 | [12] [14] |  |

### Ranking das equipes em segundo lugar
Cidade sede: Perth
| Pos. | País           | Disputas | Partidas | Sets      | Games       |
| ---- | -------------- | -------- | -------- | --------- | ----------- |
| 1    | China          | 1–1      | 4–2      | 9–6 (60%) | 70–51 (58%) |
| 2    | Estados Unidos | 1–1      | 3–3      | 7–7 (50%) | 60–72 (45%) |
| 3    | Espanha        | 1–1      | 3–3      | 6–7 (46%) | 51–63 (45%) |

Cidade sede: Sydney
| Pos. | País     | Disputas | Partidas | Sets      | Games       |
| ---- | -------- | -------- | -------- | --------- | ----------- |
| 1    | Alemanha | 1–1      | 3–3      | 8–8 (50%) | 77–66 (54%) |
| 2    | Croácia  | 1–1      | 3–3      | 8–8 (50%) | 67–68 (50%) |
| 3    | Chile    | 1–1      | 3–3      | 7–8 (47%) | 59–69 (46%) |

### Quartas de final

#### Polônia vs. China
| Polônia 3 | Perth, RAC Arena 3 de janeiro de 2024 | Perth, RAC Arena 3 de janeiro de 2024                   | China 0 |     |          |  |
| \| \| \| \| 1 \| 2 \| 3 \| \| \| - \| \| ------------------------------------------------------- \| --- \| --- \| -------- \| \| \| 1 \| \| Hubert Hurkacz Zhang Zhizhen \| 6 3 \| 6 4 \| \| \| \| 2 \| \| Iga Świątek Zheng Qinwen \| 6 2 \| 6 3 \| \| \| \| 3 \| \| Katarzyna Piter / Jan Zieliński Xiaodi You / Fajing Sun \| 6 3 \| 5 7 \| [10] [7] \| \| |                                       |                                                         |         |     |          |  |
| |                                       |                                                         | 1       | 2   | 3        |  |
| 1 | Polónia · China                       | Hubert Hurkacz Zhang Zhizhen                            | 6 3     | 6 4 |          |  |
| 2 | Polónia · China                       | Iga Świątek Zheng Qinwen                                | 6 2     | 6 3 |          |  |
| 3 | Polónia · China                       | Katarzyna Piter / Jan Zieliński Xiaodi You / Fajing Sun | 6 3     | 5 7 | [10] [7] |  |

#### França vs. Noruega
| França 2 | Sydney, Ken Rosewall Arena 4 de janeiro de 2024 | Sydney, Ken Rosewall Arena 4 de janeiro de 2024                       | Noruega 1 |      |      |  |
| \| \| \| \| 1 \| 2 \| 3 \| \| \| - \| \| --------------------------------------------------------------------- \| --- \| ---- \| ---- \| \| \| 1 \| \| Caroline Garcia Malene Helgø \| 6 2 \| 6 78 \| 7 65 \| \| \| 2 \| \| Adrian Mannarino Casper Ruud \| 1 6 \| 4 6 \| \| \| \| 3 \| \| Caroline Garcia / Édouard Roger-Vasselin Ulrikke Eikeri / Casper Ruud \| 7 5 \| 6 4 \| \| \| |                                                 |                                                                       |           |      |      |  |
| |                                                 |                                                                       | 1         | 2    | 3    |  |
| 1 | França · Noruega                                | Caroline Garcia Malene Helgø                                          | 6 2       | 6 78 | 7 65 |  |
| 2 | França · Noruega                                | Adrian Mannarino Casper Ruud                                          | 1 6       | 4 6  |      |  |
| 3 | França · Noruega                                | Caroline Garcia / Édouard Roger-Vasselin Ulrikke Eikeri / Casper Ruud | 7 5       | 6 4  |      |  |

#### Austrália vs. Sérvia
| Austrália 3 | Perth, RAC Arena 3 de janeiro de 2024 | Perth, RAC Arena 3 de janeiro de 2024                        | Sérvia 0 |     |   |  |
| \| \| \| \| 1 \| 2 \| 3 \| \| \| - \| \| ------------------------------------------------------------ \| --- \| --- \| - \| \| \| 1 \| \| Alex de Minaur Novak Djokovic \| 6 4 \| 6 4 \| \| \| \| 2 \| \| Ajla Tomljanović Natalija Stevanović \| 6 1 \| 6 1 \| \| \| \| 3 \| \| Storm Hunter / Matthew Ebden Dejana Radanović / Nikola Ćaćić \| 6 3 \| 6 3 \| \| \| |                                       |                                                              |          |     |   |  |
| |                                       |                                                              | 1        | 2   | 3 |  |
| 1 | Austrália · Sérvia                    | Alex de Minaur Novak Djokovic                                | 6 4      | 6 4 |   |  |
| 2 | Austrália · Sérvia                    | Ajla Tomljanović Natalija Stevanović                         | 6 1      | 6 1 |   |  |
| 3 | Austrália · Sérvia                    | Storm Hunter / Matthew Ebden Dejana Radanović / Nikola Ćaćić | 6 3      | 6 3 |   |  |

#### Grécia vs. Alemanha
| Grécia 1 | Sydney, Ken Rosewall Arena 5 de janeiro de 2024 | Sydney, Ken Rosewall Arena 5 de janeiro de 2024                     | Alemanha 2 |     |   |  |
| \| \| \| \| 1 \| 2 \| 3 \| \| \| - \| \| ------------------------------------------------------------------- \| --- \| --- \| - \| \| \| 1 \| \| Maria Sakkari Angelique Kerber \| 6 0 \| 6 3 \| \| \| \| 2 \| \| Stefanos Tsitsipas Alexander Zverev \| 4 6 \| 4 6 \| \| \| \| 3 \| \| Maria Sakkari / Petros Tsitsipas Laura Siegemund / Alexander Zverev \| 3 6 \| 3 6 \| \| \| |                                                 |                                                                     |            |     |   |  |
| |                                                 |                                                                     | 1          | 2   | 3 |  |
| 1 | Grécia · Alemanha                               | Maria Sakkari Angelique Kerber                                      | 6 0        | 6 3 |   |  |
| 2 | Grécia · Alemanha                               | Stefanos Tsitsipas Alexander Zverev                                 | 4 6        | 4 6 |   |  |
| 3 | Grécia · Alemanha                               | Maria Sakkari / Petros Tsitsipas Laura Siegemund / Alexander Zverev | 3 6        | 3 6 |   |  |

### Semifinais

#### Polônia vs. França
| Polônia 3 | Sydney, Ken Rosewall Arena 6 de janeiro de 2024 | Sydney, Ken Rosewall Arena 6 de janeiro de 2024                          | França 0 |     |     |  |
| \| \| \| \| 1 \| 2 \| 3 \| \| \| - \| \| ------------------------------------------------------------------------ \| --- \| --- \| --- \| \| \| 1 \| \| Hubert Hurkacz Adrian Mannarino \| 6 3 \| 7 5 \| \| \| \| 2 \| \| Iga Świątek Caroline Garcia \| 4 6 \| 6 1 \| 6 1 \| \| \| 3 \| \| Katarzyna Kawa / Jan Zieliński Elixane Lechemia / Édouard Roger-Vasselin \| 6 3 \| 6 3 \| \| \| |                                                 |                                                                          |          |     |     |  |
| |                                                 |                                                                          | 1        | 2   | 3   |  |
| 1 | Polónia · França                                | Hubert Hurkacz Adrian Mannarino                                          | 6 3      | 7 5 |     |  |
| 2 | Polónia · França                                | Iga Świątek Caroline Garcia                                              | 4 6      | 6 1 | 6 1 |  |
| 3 | Polónia · França                                | Katarzyna Kawa / Jan Zieliński Elixane Lechemia / Édouard Roger-Vasselin | 6 3      | 6 3 |     |  |

#### Austrália vs. Alemanha
| Austrália 1 | Sydney, Ken Rosewall Arena 6 de janeiro de 2024 | Sydney, Ken Rosewall Arena 6 de janeiro de 2024                 | Alemanha 2 |      |           |  |
| \| \| \| \| 1 \| 2 \| 3 \| \| \| - \| \| --------------------------------------------------------------- \| ---- \| ---- \| --------- \| \| \| 1 \| \| Ajla Tomljanović Angelique Kerber \| 6 4 \| 2 6 \| 67 9 \| \| \| 2 \| \| Alex de Minaur Alexander Zverev \| 5 7 \| 6 3 \| 6 4 \| \| \| 3 \| \| Storm Hunter / Matthew Ebden Laura Siegemund / Alexander Zverev \| 62 7 \| 7 62 \| [13] [15] \| \| |                                                 |                                                                 |            |      |           |  |
| |                                                 |                                                                 | 1          | 2    | 3         |  |
| 1 | Austrália · Alemanha                            | Ajla Tomljanović Angelique Kerber                               | 6 4        | 2 6  | 67 9      |  |
| 2 | Austrália · Alemanha                            | Alex de Minaur Alexander Zverev                                 | 5 7        | 6 3  | 6 4       |  |
| 3 | Austrália · Alemanha                            | Storm Hunter / Matthew Ebden Laura Siegemund / Alexander Zverev | 62 7       | 7 62 | [13] [15] |  |

### Final

#### Polônia vs. Alemanha
| Polônia 1 | Sydney, Ken Rosewall Arena 7 de janeiro de 2024 | Sydney, Ken Rosewall Arena 7 de janeiro de 2024                 | Alemanha 2 |      |          |  |
| \| \| \| \| 1 \| 2 \| 3 \| \| \| - \| \| --------------------------------------------------------------- \| ---- \| ---- \| -------- \| \| \| 1 \| \| Iga Świątek Angelique Kerber \| 6 3 \| 6 0 \| \| \| \| 2 \| \| Hubert Hurkacz Alexander Zverev \| 7 63 \| 6 78 \| 4 6 \| \| \| 3 \| \| Iga Świątek / Hubert Hurkacz Laura Siegemund / Alexander Zverev \| 4 6 \| 7 5 \| [4] [10] \| \| |                                                 |                                                                 |            |      |          |  |
| |                                                 |                                                                 | 1          | 2    | 3        |  |
| 1 | Polónia · Alemanha                              | Iga Świątek Angelique Kerber                                    | 6 3        | 6 0  |          |  |
| 2 | Polónia · Alemanha                              | Hubert Hurkacz Alexander Zverev                                 | 7 63       | 6 78 | 4 6      |  |
| 3 | Polónia · Alemanha                              | Iga Świątek / Hubert Hurkacz Laura Siegemund / Alexander Zverev | 4 6        | 7 5  | [4] [10] |  |